# Ludwig Stieda
Ludwig Christian Hermann Stieda (ur. 7 listopada?/19 listopada 1837 w Rydze, zm. 19 listopada 1918 w Gießen) – niemiecki lekarz, anatom, antropolog, profesor Uniwersytetu w Dorpacie i Uniwersytetu w Królewcu. 

## Życiorys
Studiował na Uniwersytecie w Dorpacie, Giessen, Erlangen i Wiedniu, był uczniem Biddera, Reissnera, Kupffera, Leuckarta, Gerlacha i Brueckego. W 1861 w Dorpacie otrzymał tytuł doktora. W 1862 habilitował się i został Privatdozentem na Uniwersytecie w Dorpacie. Następnie był asystentem w klinice, od 1864 pracował jako asystent w Instytucie Anatomicznym, od 1866 jako prosektor i profesor nadzwyczajny, w 1875 został profesorem zwyczajnym anatomii na Uniwersytecie w Królewcu. Jego synami byli chirurdzy Alexander Stieda (1875–1966) i Alfred Stieda (1869–1945). 
Zmarł w dniu swoich 81. urodzin w Gießen. Jego spuścizna przechowywana jest w archiwum Uniwersytetu w Halle.

## Wybrane prace
- Ueber das Rückenmark und einzelne Theile des Gehirns von Esox Lucius L.. Dorpat 1861
- Zur Histologie der Milz (1862)
- Ueber die Psorospermien der Kaninchenleber und ihre Entwickelung[3]. (1865)
- Ueber Halsrippen (1866)
- Ueber die Anwendung des Kreosots bei Anfertigung mikroskopischer Präparate (1866)
- Studien über das centrale Nervensystem der Knochenfische (Leipzig 1868)
- Studien über das centrale Nervensystem der Vögel und Säugethiere (1868)
- Studien über das centrale Nervensystem der Wirbelthiere (1870)
- Ueber den Bau der rothen Blättchen an den Schwingen des Seidenschwanzes (1872)
- Studien über das centrale Nervensystem der der Amphibien und Reptilien (1875)
- Ueber die Deutung einzelner Theile des Fischgehirns
- Ueber das Rückenmark der Rochen und Haie  (Z f. w. Z., XXIII)
- Zur vergleichenden Anatomie und Histologie des Cerebellums. Archiv für Anatomie (1864)
- Studien über die Entwicklung der Knochen und des Knochengewebes[4]. (1875)
- Einige Bemerkungen über die Bildung des Knochengewebes[5] (1876)
- Ueber den Haarwechsel (A. f. A. 1867)
- Ueber den Bau des Menschen-Hoden (1877)
- Ueber quergestreifte Muskelfasern in der Wand der Lungenvenen[6] (1877)
- Entwicklung der Gl. thyreoidea und Gl. thymus (Leipzig 1880)
- Ueber die Caruncula lacrymalis des Menschen[7]. (1890)
- Ueber die Homologie der Brust und Beckengliedmaasse der Menschen und Wirbelthiere (Wiesbaden 1897)
- Geschichte der Entwicklung der Lehre von Nervenzellen und Nervenfasern während des 19. Jahrh. (Jena 1899)
- Der Embryologe Sebastian Graf von Tredern und seine Abhandlung Über das HÜhnerei (1901)